# Einsatzunterstützung
Einsatzunterstützung (EinsUstg) ist ein militärischer Aufgabenbereich, in dem Führung, Kräfte, Mittel und Leistungen mit dem Ziel des Herstellens und Erhaltens der Einsatzbereitschaft und Durchhaltefähigkeit von Streitkräften zusammengefasst werden. Sie erfolgt organisationsbereichsübergreifend im gesamten Aufgaben- und Intensitätsspektrum unter Nutzung nationaler, multinationaler, militärischer und ziviler Ressourcen und wird dabei hauptsächlich geleistet durch logistische, sanitätsdienstliche und personelle Unterstützung.

## Logistische Unterstützung
Logistische Unterstützung besteht vor allem in:
- Materialbewirtschaftung (Umschlag und Lagerhaltung)
- Instandhaltung und Fertigung
- Verkehr und Transport
- Bau von Unterkünften
- Versorgung mit Verpflegung, Wasser, Bekleidung und Marketenderwaren
- Versorgung mit Betriebsstoffen (Kraft- und Schmierstoffe) und Munition
- Versorgung mit Feldpost,
- Pipeline-Pionierwesen
- Behandlung von Beutegut und Fremdmaterial
- Unterstützung des Gefangenen- und Gefallenenwesens

Unterstützungen dieser Art führen in der Bundeswehr vor allem die Logistiktruppe, Spezialpioniere der Streitkräftebasis sowie Feldjäger durch.

## Sanitätsdienstliche Unterstützung
Die Sanitätsdienstliche Unterstützung umfasst die medizinische Versorgung mit den Elementen Patientenversorgung, Gesundheitsschutz und -förderung sowie die sanitätsdienstliche Führung, Steuerung und Logistik. Das Ziel ist es, die Gesundheit von Soldaten zu erhalten, zu fördern und bei Erkrankung, Verletzung oder Verwundung wiederherzustellen.
In der Bundeswehr ist hierfür neben den Ersthelfern aller Truppenteile der Zentrale Sanitätsdienst der Bundeswehr zuständig.

## Personelle Unterstützung
Maßnahmen der personellen Unterstützung gewährleisten die personelle Einsatzbereitschaft und Durchhaltefähigkeit. Sie umfasst u. a. die Personalbedarfsdeckung, Einzelpersonalbearbeitung, Überwachen der
soldatischen Ordnung, die Erfassung und den Ausgleich von Personalverlusten, das Gefallenenwesen, Betreuung der Soldaten im Einsatz, die Maßnahmen der Truppenpsychologie, der Militärseelsorge und Militärmusik, die Unterstützung der Pressearbeit und der Truppeninformation sowie die Mitarbeit bei Kriegsgefangenenwesen/Gewahrsamsaufgaben.